# Apex Motors
Apex Motors – brytyjsko-hongkoński startup planujący produkcję elektrycznych supersamochodów, z siedzibą w Londynie, działający od 2018 roku.

## Historia
Przedsiębiorstwo Apex Motors założone zostało przez dwójkę braci z Hongkongu, Jasona i Gary'ego Leunga, w 2018 roku, obierając za cel skonstruowanie małoseryjnego supersamochodu o napędzie elektrycznym. Zarejestrowane w rodzimym Hongkongu, za główną siedzibę obrano Londyn w Wielkiej Brytanii, gdzie zebrano także kadrę konstruktorów doświadczonych pracą dla Formuły 1.
Zapowiedzią pierwszego pojazdu marki Apex był lekki supersamochód o nazwie Apex AP-1, którego prezentacja odbyła się w 2019 roku i stanowiła wstęp do poprzedzającej go konstrukcji AP-0.
Pierwszym pojazdem przedstawionym do seryjnej produkcji przedstawionym przez firmę Apex Motors został supersamochód Apex AP-0, który przedstawiony został oficjalnie w przedprodukcyjnej postaci w marcu 2020 roku. Z ceną, która miała wówczas wynieść ok. 195 tysięcy dolarów amerykańskich, małoseryjna produkcja AP-0 miała rozpocząć się w brytyjskim Woking w 2022 roku. Po trwającej ponad 3 lata ciszy, która zbiegła się z brakem realizacji planów rozpoczęcia produkcji, w marcu 2023 startup ogłosił chęć uruchomienia produkcji w dzielnicy Little Haiti w amerykańskim Miami pod koniec 2024.

## Modele samochodów

### Planowane
- AP-0

### Studyjne
- Apex AP-1 Concept (2019)
- Apex AP-O Concept (2020)